# Štalcerji
Štalcerji je naselje u slovenskoj Općini Kočevju. Štalcerji se nalazi u pokrajini Dolenjskoj i statističkoj regiji Jugoistočnoj Sloveniji. 

## Stanovništvo
Prema popisu stanovništva iz 2002. godine naselje je imalo 187 stanovnika.